# IX. Keresztély dán király
IX. Keresztély dán király (Schleswig, 1818. április 8. – Amalienborg palota, Koppenhága, 1906. január 29.) Dánia királya 1863-tól haláláig. „Európa apósaként” lett híres, mivel hat gyermeke különböző királyi házakba házasodott be; a legtöbb mai európai uralkodó az ő leszármazottja.

## Élete

### Származása
Frigyes Vilmos schleswig–holstein–sonderburg–glücksburgi herceg és Lujza Karolina hessen–kasseli hercegnő negyedik fiaként született.

### Házassága
1842. május 26-án a koppenhágai Amalienborg palotában feleségül vette másodfokú unokanővérét, Lujza hessen–kasseli hercegnőt. Hat gyermekük született:
- Keresztély Frigyes trónörökös herceg (1843–1912), 1843-tól apja örököseként VIII. Frigyes néven Dánia királya,
- Alexandra (Alix, 1844–1925), 1863-tól Eduárd brit trónörökös (1841–1910) felesége, 1901-től Nagy-Britannia királynéja,
- György Vilmos (1845–1913), 1863-tól I. György néven Görögország királya, aki 1867-ben Olga Konsztantyinovna Romanova orosz nagyhercegnőt (1851–1926) vette feleségül,
- Dagmar (1847–1928), 1866-tól Alekszandr Romanov cárevics, orosz trónörökös (1845–1894) felesége, 1881-től Marija Fjodorovna néven Oroszország cárnéja.
- Tíra (1853–1933), 1875-től Ernő Ágost hannoveri királyi herceg (1845–1923) felesége,
- Valdemár (1858–1939), aki 1885-ben Mária Amália orléans-i hercegnőt (1865–1909), I. Lajos Fülöp francia király unokáját vette feleségül.

### Uralkodása
1863-ban eltervezte, hogy országa két déli szomszédját, a vele perszonálunióban álló Schleswiget és Holsteint Dániához csatolja. A dánok megszállták a két hercegséget, de a német államok válasza nem maradt el. Különösen felháborította a németeket, hogy a dán vezetés dánosító törekvéseket helyezett kilátásba. Ezt Ausztria hasonlóan sérelmezte, s az osztrák közvélemény nyílt fellépést követelt Ferenc Józseftől. Az osztrák császárnak kapóra jött mindez, mert ha Keresztélyt egy háborúban le tudja győzni, azzal lecsillapíthatta az országban uralkodó feszültséget az 1859-es itáliai háborús veresége miatt. Poroszország éppúgy hevesen kelt ki Dánia ellen, mindezt természetesen Ausztriával szemben is fel kívánta használni. A dán flotta blokád alá vette a német kikötőket. Bismarck porosz kancellár mozgósítást rendelt el.
Miután Keresztély nem tágított a Német Szövetség csapatokat küldött a hercegségekbe, ennek ellenére nem ők kezdték a hadműveleteket, hanem az utánuk érkező osztrák csapatok, majd a poroszok is támadásba lendültek. Az osztrák csapatok heteken belül több ütközetben késztették visszavonulásra a dánokat és igen rövid időn belül a határt is átlépték. Nyomukban érkeztek a poroszok és a fokozódó túlerővel szemben a dán hadsereg képtelennek bizonyult a megfelelő védekezésre. Két hónap múlva újabb fontos csatákat veszítettek Keresztély seregei. A dán szárazföldi területeket az osztrák és porosz hadsereg megszállta, hajóhadaik pedig Koppenhága közelében jártak.
Keresztély próbálta segítségre sarkallni a briteket és a franciákat, de nem kapott semmit. Nem segített sem Norvégia, sem Svédország az előretörő poroszok megállítására, ezért Keresztély végül minden feltételt elfogadva békét kért. Schleswig porosz, Holstein osztrák kézbe került. Az elvesztett háború Dániát jó ideig tartó válságba sodorta.